# Batsheva Dance Company

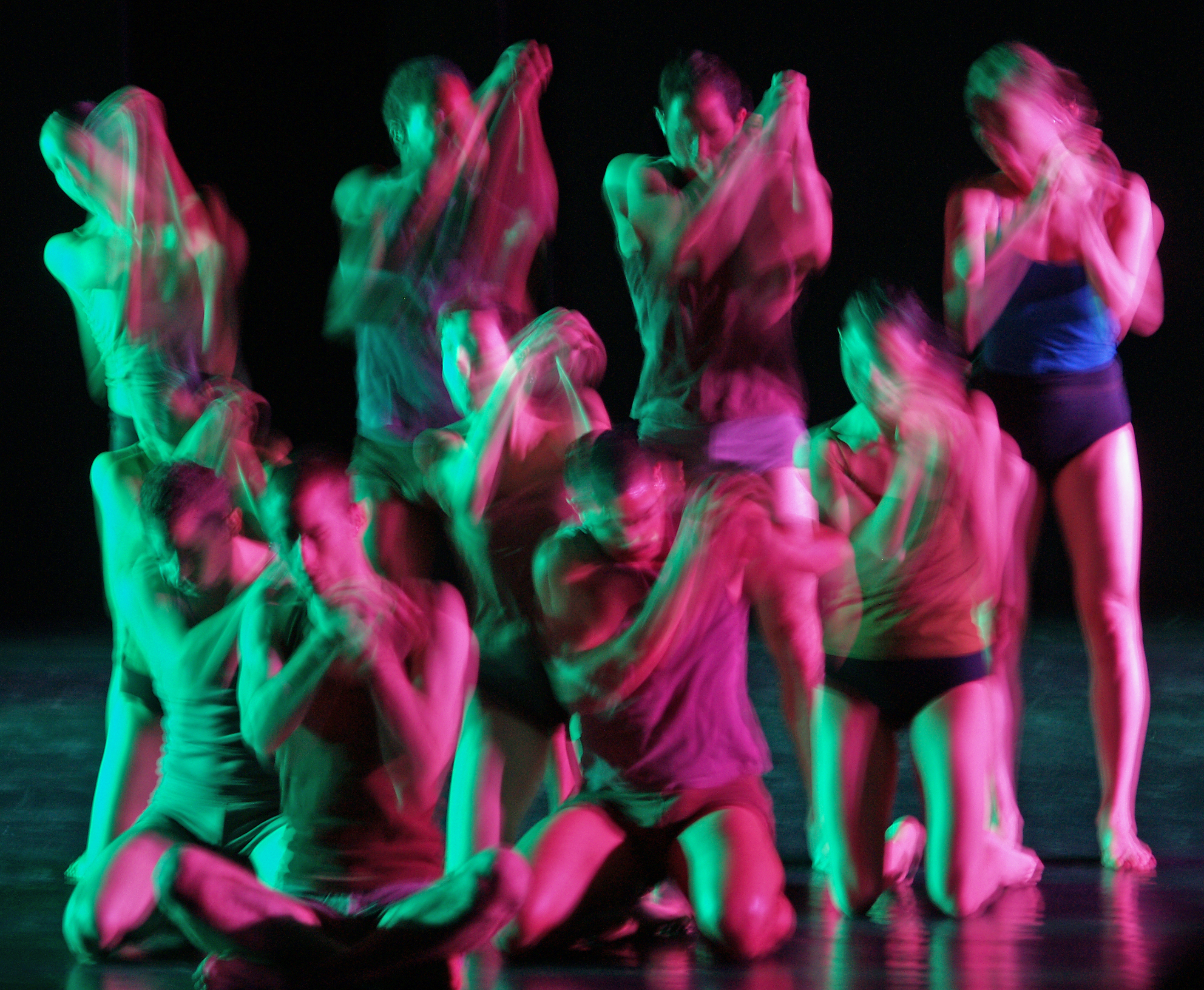
Batsheva Dance Company, 2007

Die Batsheva Dance Company ist ein Ensemble für zeitgenössischen Tanz aus Israel.

## Geschichte
Die Mitgründerin Baroness Bethsabée (Batsheva) de Rothschild (1914–1999) war die Tochter des Barons Edouard de Rothschild (1868–1949). Die Familie floh vor den Nationalsozialisten nach New York, wo Bethsabée die Bekanntschaft mit der Choreografin Martha Graham machte. 1962 wanderte de Rothschild nach Israel aus und erkannte dort sehr rasch das Fehlen einer Kompanie für zeitgenössischen Tanz. Sie holte Graham nach Israel und gründete mit ihr 1964 die Batsheva Dance Company, wobei die Baroness vor allem das finanzielle Kapital beitrug, während von Graham die künstlerischen Anregungen kamen. Mitgründerinnen waren die Tänzerinnen und Martha-Graham-Schülerinnen Rina Schenfeld (* 1938) und Rena Gluck (* 1933), die bis Ende der 1970er Jahre für die Kompanie tätig waren.
Im Jahr 2024 drohte der rechtsextreme israelische Finanzminister Bezalel Smotrich, jegliche staatliche Unterstützung für das Ensemble einzustellen, nachdem dieses unter Dutzenden anderen Nationalfahnen auch die palästinensische Fahne auf der Bühne gezeigt hatte.

## Repertoire
Anfangs bestand das Repertoire vor allem aus Tanzstücken der Graham: Errand into the Maze, Diversion of Angels, Embattled Garden, Cave of the Heart und Learning Process. 1974 schrieb Graham mit Jacob's Dream ein eigenes Stück für die Batsheva-Kompanie.
1990 wurde der Tänzer und Choreograf Ohad Naharin (* 1952) künstlerischer Leiter. Er begann erst mit 22 Jahren mit dem Tanz. 1976 studierte er bei Graham und wechselt ein Jahr später zur Juilliard School. Mit 28 Jahren legte er seine erste große Choreografie vor. Seine Tanzsprache orientierte sich anfangs an Pina Bausch und William Forsythe. 1980 gründete er mit der Ohad Naharin Dance Company seine erste Gruppe und unternahm Tourneereisen durch die USA. 1987 schrieb er eine Choreografie für das Nederlands Dans Theater (NDT). Seine erste vielbeachtete Produktion als Leiter für Batsheva hatte den Titel Kyr (Mauer).
Seit 1990 gehört mit dem Batsheva Ensemble eine zweite Gruppe, speziell konzipiert für junge Tänzer zwischen 18 und 24 Jahren, zur Kompanie. Zu den zahlreichen aus dem Ensemble hervorgegangenen Talenten gehören u. a. die international bekannten Choreografen Itzik Galili, Sharon Eyal und Hofesh Shechter.
2018 übernahm Gili Navot die künstlerische Leitung, im Jahr 2022 folgte Lior Avizoor. Ohad Naharin ist allerdings weiterhin der prägende Hauschoreograf.
Die Batsheva Dance Company führt weltweit nicht nur Choreografien von Naharin, sondern auch von anderen Ensemblemitgliedern auf. Die langjährige Batsheva-Tänzerin Sharon Eyal (* 1971) steuerte zum Repertoire unter anderen Love (2004) und Bill (2011) bei.